# Cantone di Saint-Sever
Il Cantone di Saint-Sever era una divisione amministrativa dell'arrondissement di Mont-de-Marsan.
È stato soppresso a seguito della riforma complessiva dei cantoni del 2014, che è entrata in vigore con le elezioni dipartimentali del 2015.
Comprendeva i comuni di:
- Audignon
- Aurice
- Banos
- Bas-Mauco
- Cauna
- Coudures
- Dumes
- Eyres-Moncube
- Fargues
- Montaut
- Montgaillard
- Montsoué
- Saint-Sever
- Sarraziet